# SEXCITE!
『SEXCITE!』（セクサイト）は、BEAT CRUSADERSのインディーズ時代4作目のスタジオ・アルバム。

## 概要
インディーズ4thアルバム。初期のメンバー及びラストラム時代としては最後のオリジナルアルバム。
録音直前にドラムのarakiの怪我（テニス肘）によりドラムが叩けなくなったため、その代役でCAPTAIN HEDGE HOGの奥脇雄一郎が3曲、SHORT CIRCUITの前田守康が3曲ドラムを叩いている。またメンバーのリードボーカル曲がいくつか収録されている。
帯は透明プラチック製と紙製の物が存在する。
ジャケットは古代エジプト絵画のパロディ。
本作発売後の翌2003年8月にヒダカトオルを残しメンバーが全員脱退、さらに契約満了と、BEAT CRUSADERSはバンドとしての危機的な状況に直面する。その後12月にメンバーチェンジを行い活動を再開した。2004年7月にはメジャーデビューを果たした。

## 収録曲
1. "Eyes in the Sky" - 3:54
2. "Christine" - 1:16
3. "Imagine?" - 3:13
4. "Jubilation" - 2:09
5. "Sad Song" - 1:59
6. "Overture" - 2:29
7. "Life in the Nation" - 2:21
8. "Shadow Boxer" - 2:32
9. "Saturday Goodbye" - 2:43
10. "Sprite" - 2:15
11. "Slah It Up" - 1:49
12. "Cunt, Buy Me Love" - 2:37
13. "Arakism" - 1:29